# Kapsweyer
Kapsweyer – miejscowość i gmina w Niemczech, w kraju związkowym Nadrenia-Palatynat, w powiecie Südliche Weinstraße, wchodzi w skład gminy związkowej Bad Bergzabern.

## Współpraca
Miejscowości partnerskie:
- Burgebrach, Bawaria
- Krautergersheim, Francja